# Ряд Винера
Ряд Винера — это ортогональное разложение для нелинейных функционалов, тесно связанное с рядом Вольтерры и имеющее такое же отношение к нему, как ортогональное полиномиальное разложение к степенному ряду. Ряд Винера — это дискретный аналог ряда Вольтерры.
Ряд Винера имеет вид
{\displaystyle Y(x_{1},\dots ,x_{n})=a_{0}+\sum \limits _{i=1}^{n}a_{i}x_{i}+\sum \limits _{i=1}^{n}\sum \limits _{j=i}^{n}a_{ij}x_{i}x_{j}+\sum \limits _{i=1}^{n}\sum \limits _{j=i}^{n}\sum \limits _{k=j}^{n}a_{ijk}x_{i}x_{j}x_{k}+\ldots }
Этот ряд в математической литературе часто называют разложением Ито (по имени японского математика Киёси Ито), которое полностью ему эквивалентно.

## История
В 1920-х годах в беседах с учеником итальянского математика Вито Вольтерры Полем Леви Норберт Винер знакомится с теорией аналитических функционалов. Винер, по аналогии с теорией Леви представления броуновского движения в виде интегралов аналитических функционалов Вольтерры, применяет ряды Вольтерры для приблизительного анализа эффекта радиолокационного шума в нелинейной цепи радиоприемника.
В то же время, А. Н. Колмогоров формулирует проблему синтеза оптимального нелинейного предсказывающего фильтра. Дальнейшее развитие идея получает в теории линейной фильтрации Колмогорова — Винера.
В начале 1960-х годов Д. Габор предлагает универсальный предсказывающий фильтр с самонастройкой в процессе обучения; фильтр реализует алгоритм предсказания будущего значения стационарной функции времени по её предыстории путём нахождения оптимальных весовых коэффициентов расширенного оператора предсказания. Этот оператор и представляется дискретным аналогом непрерывного ряда Вольтерры — рядом Винера.
Позднее А. Г. Ивахненко использует этот подход и ряд Винера в методе группового учёта аргументов, назвав оператор «полиномом Колмогорова — Габора».